# Olechno Sudymuntowicz
Olechno Sudymuntowicz (zm. między 13 sierpnia 1490 a 1 marca 1491) – kanclerz i wojewoda wileński (1477).

## Życiorys
Pierwsza wzmianka źródłowa na temat Olechna pochodzi z 1446, kiedy otrzymał on rozmaite nadania w okolicach Grodna i Nowogródka. W 1448 Olechno został podczaszym hospodarskim. W latach 1449–1453 pełnił urząd podkomorzego Kazimierza Jagiellończyka, w latach 1458–1459 był namiestnikiem w Grodnie, zaś od 1460 w Połocku. W 1454 w czasie wojny trzynastoletniej, Olechno trafił do niewoli krzyżackiej. W 1477, po śmierci Michała Kieżgajły objął urzędy kanclerza i wojewody wileńskiego. 13 sierpnia 1490, Olechno spisał testament w którym swej córce Zofii posiadłości Chożowo i Zajerze. Zmarł wkrótce po tej dacie. 

### Życie prywatne
Olechno Sudymuntowicz był dwukrotnie żonaty. Z pierwszego małżeństwa Olechna z Jadwigą Trzecielską pochodziła córka Olechna, która wyszła za mąż za Mikołaja Tęczyńskiego. Po śmierci Trzecielskiej, przed 1458 Olechno ożenił się z Jadwigą Moniwidówną, córką wojewody trockiego Jana Moniwidowicza. Z drugiego małżeństwa Olechna pochodziły cztery córki:
- Zofia – przed 1473 wydana za księcia Aleksandra Holszańskiego[6],
- Jadwiga – żona możnego żmudzkiego Jana Konowtowicza, marszałka hospodarskiego Stanisława Montowtowicza oraz kasztelana trockiego Stanisława Kieżgajły.
- nieznana z imienia – pierwsza żona Stanisława Kieżgajły,
- Anna (zm. 1508)[6] – zakonnica reguły świętego Franciszka.